# Dardo tranquilizante

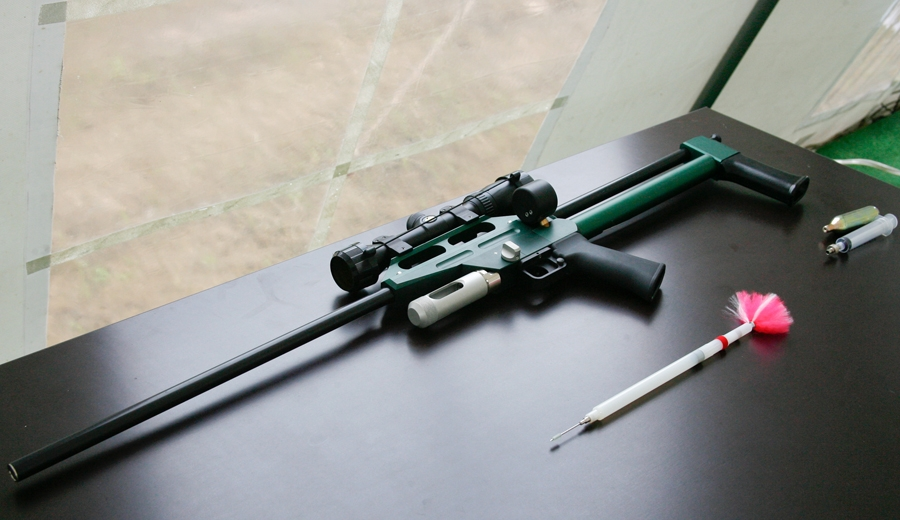
Um rifle Dan Inject modelo JM de ar com um dardo tranquilizante

O dardo tranquilizante é uma munição utilizada para capturar animais.
É constituída de um dardo com materiais químicos tranquilizantes que são liberados após atingir o animal.

## Literatura
- Harthoorn, Antonie Marinus, The Flying Syringe
- Harthoorn, Antonie Marinus, The Chemical Capture of Animals
- «Anti-personnel dart design». - patent details
- «Blow gun inoculating dart design». - patent details